# Кюэнелекян (нижний приток Арга-Салы)
Кюэнелекя́н (также Кюёнэлэкээн) — река в Оленёкском районе Якутии, левый приток Арга-Салы (бассейн Оленька). Длина реки — 205 км, площадь водосборного бассейна — 6030 км².
Исток реки находится на юге Анабарского плато, на высоте более 402 м над уровнем моря, к востоку от вершины Кыстык. Преимущественно течёт на юго-восток. В среднем течении русло расширяется до 117 м. Протекает по незаселённой местности (ближайший населённый пункт — село Оленёк), где преобладает лиственничная тайга и лесотундра. Впадает в Арга-Салу слева в 118 км от её устья, ниже впадения Кукусунды, на высоте менее 125 м над уровнем моря. В нижнем течении ширина русла составляет 114 м при глубине 1,1 м, скорость течения в низовьях — 1,1 м/с.
Питание в основном снеговое. Замерзает с первой половины октября до конца мая или начала июня.

## Основные притоки
Указаны поименованные притоки длиной 30 км и более.
| Название      | Расстояние от устья | Длина | Положение |
| ------------- | ------------------- | ----- | --------- |
| Исяк          | 48                  | 52    | правый    |
| Бирамия       | 61                  | 37    | левый     |
| Кубунку       | 104                 | 37    | правый    |
| Усумун        | 113                 | 89    | левый     |
| Монхоло       | 119                 | 63    | левый     |
| Эбеселях      | 136                 | 44    | левый     |
| Улахан-Бёрчёк | 165                 | 48    | правый    |

## Данные водного реестра
По данным государственного водного реестра России и геоинформационной системы водохозяйственного районирования территории РФ, подготовленной Федеральным агентством водных ресурсов:
- Бассейновый округ — Ленский
- Речной бассейн — Оленёк
- Речной подбассейн — нет
- Водохозяйственный участок — Оленёк от истока до водомерного поста ГМС Сухана
- Код объекта в государственном водном реестре — 18020000112117600052490[5].